# Foggy Dew (Engels volksliedje)
Foggy Dew (ook wel "The Foggy Dew" of "The Foggy, Foggy Dew") is een volksliedje, een ballade, van waarschijnlijk zuid-Engelse oorsprong, dat ook bekend werd in het zuiden van de Verenigde Staten. Het is het bekendst als verleidingslied over een man, die een meisje in zijn bed wil lokken, maar er zijn ook gekuiste versies over een wever, die een meisje het hof maakt en haar bescherming biedt tegen het slechte weer. Foggy Dew heeft Roudnummer 558, en is in de Laws-index bekend onder O03. Het bestaat in een arrangemant van Benjamin Britten en is gezongen door de Amerikaanse folkzanger Burl Ives, de Engelse folklorist A. L. Lloyd en het Ierse folkduo Ye Vagabonds. Het lied is niet hetzelfde als het veel bekendere Ierse verzetslied tegen de Britten met dezelfde titel, zie hiervoor "Foggy Dew" (Iers verzetslied).

## Oudste versie
In 1689 bracht de Londense drukker J. Millet een liedblad uit onder de titel The Fright'ned York-shire Damosel, or Fears Dispers'd by Pleasure. De twaalf coupletten tellende ballade vertelt over een man, die een vrouw in zijn bed lokt met behulp van zijn vrienden, die haar bang maken door zich te verkleden als een geest, of ‘bogulmaroo’, dat verbasterd foggy dew zou worden. Peter Pears zette het als "The Foggy, Foggy Dew" op de plaat in een arrangement van Benjamin Britten. Het is uitgebracht op het album Benjamin Britten, Peter Pears, Osian Ellis – Folk Song Arrangements.

## Versie uit East Anglia
De East Angliaanse-versie van het nummer is waarschijnlijk bijzonder populair geweest. De Engelse folkzanger A.L. Lloyd nam  deze variant op in 1938 of 1939. Harry Cox, een landarbeider en zanger uit Norfolk, zong het in 1953 bij verschillende gelegenheden voor de opnames van Alan Lomax en Peter Kennedy (online beschikbaar via het Alan Lomax-archief). Alec Bloomfield uit Benhall in Suffolk zong het in 1952 voor een opname door Kennedy, te beluisteren op de British Library Sound Archive-website.
De melodie die in deze East Angliaanse-versies werd gebruikt, is dezelfde als die Robert Burns gebruikte voor "The Banks o' Doon". Peter Kennedy suggereert dat Burns het wijsje misschien heeft gehoord aan de Schotse grenzen, ondanks het feit dat het specifiek lijkt voor de regio East Anglia. De melodie is ook gebruikt voor andere traditionals uit Schotland, zoals blijkt uit een opname van Maggie Stewart (tante van de Schotse zangeres Jeannie Robertson) die haar versie van "Sir Hugh" zingt.

## Andere versies
Er zijn versies bekend uit het zuiden van Engeland en uit de Appalachen in het oosten van de Verenigde Staten, vastgelegd door Alan Lomax. Burl Ives werd eens vanwege het zingen van het nummer in Utah gevangen gezet, de versie in het arrangement van Benjamin Britten is enige tijd op de BBC verboden geweest, dit alles vanwege het suggestief schunnige karakter van het lied.

## Begintekst
When I was a bachelor, airy and young
I followed the rovin' trade
And the only harm I ever done wrong
Was to court a servant maid.
I courted her in the summer season
And part of the winter too
And the only harm that I ever done wrong
Was to keep her from the foggy dew.
zoals gezongen door de Engelse Spinners.